# Sergei Wiktorowitsch Botschkarjow
Sergei Wiktorowitsch Botschkarjow (russisch Сергей Викторович Бочкарёв, englische Transkription Sergey Viktorovich Bochkarev; * 24. Juli 1941 in Samara) ist ein russischer Mathematiker, der sich mit Analysis befasst.
Botschkarjow wurde 1969 an der Lomonossow-Universität bei Petr Lawrentjewitsch Uljanow (1928–2006) promoviert (Über Fourier-Reihen in Haar´s System, Russisch) und habilitierte sich 1974 (russischer Doktortitel). Er ist leitender Wissenschaftler in der Abteilung Funktionentheorie des Steklow-Instituts in Moskau.
Er befasst sich insbesondere mit harmonischer Analysis, orthogonalen Funktionensystemen, Basen in Funktionenräumen, Exponentialsummen.
1977 erhielt er den Salem-Preis. 1978 war er Invited Speaker auf dem  Internationalen Mathematikerkongress in Helsinki (Methode der Mittelwertbildung bei Orthogonalreihen (Russisch)).

## Schriften
- A Generalization of Kolmogorov's Theorem to Biorthogonal Systems, Proc. Steklov Inst. Math., Band 260, 2008, S. 37–49
- Multiplicative Inequalities for the L1 Norm: Applications in Analysis and Number Theory, Proc. Steklov Inst. Math., Band 255, 2006, S. 49–64
- Everywhere divergent Fourier series with respect to the Walsh system and with respect to multiplicative systems, Russian Math. Surveys, Band 59, 2004, S. 103–124
- The method of averaging in the theory of orthogonal series and some questions in the theory of bases, Tr. MIAN SSSR, Band 146, 1978, S. 3–87
- The method of averaging in the theory of orthogonal series and some questions in the theory of bases, Proc. Steklov Inst. Math., Band 146, 1980, S. 1–92
- Existence of a basis in the space of functions analytic in the disk, and some properties of Franklin's system, Math. USSR Sbornik, Band 24, 1974, S. 1–16